# 地域団体加入電話
地域団体加入電話（ちいきだんたいかにゅうでんわ）は、かつて存在した、日本電信電話公社が設置する固定電話（公社電話）のひとつ。類似の形態である地域集団自動電話（ちいきしゅうだんじどうでんわ）についても記述する。

## 概要
形態としては構内交換機（PBX）に類似していた。
有線放送電話の代替として導入した地域もあったが、設備としては多数共同電話であり、各世帯の通話量の増加とともに電話がつながりにくいという欠点が目立つようになり、急速に一般加入電話への置き換えが進んでいった。電話交換機などの老朽化もあって、1979年までにほぼ全廃された。1985年4月1日の電気通信事業法の施行による公衆電気通信法の廃止と同時に法制度上も廃止されたが、日本電信電話株式会社（NTT）の契約約款内には1996年1月まで存在していた。

## 地域団体加入電話
地域団体加入電話は、公社が郵政大臣認可を受けて定める基準に適合する、居住者相互が社会的・経済的に結びつきが強く一般加入電話の普及の遅れている地域で、公社から公衆電気通信役務の提供を受けることを目的として設立された組合に限り、加入申し込みが受け付けられた。地団電話と略され、団体加入電話（だんたいかにゅうでんわ）、農村団体電話（のうそんだんたいでんわ）とも呼ばれた。
一般加入電話が普及していない農林漁村での有線放送電話の拡大に危機感を持った電電公社が試験をはじめた。1958年の公衆電気通信法の改正で法制化され、日本全国で正式運用がはじまった。
設備としては3 - 10の加入者で加入者線を共用する共同電話であり、個別呼び出しが可能であったが、磁石式または共電式で初期のものは秘話機能が無かった。後に秘話機能の付加や、加入者線を共同利用する加入者数の低減も行われた。電話交換機、電話機等は、組合による自営が可能であった。また、組合で交換手を雇用する必要があった。
施設設置負担金・月額基本料金が一般加入電話より安く、加入者相互間の通話料は多くが通話数で積算される。一般電話への通話は一般電話と同様の料金体系であった。利用料金は、組合が取りまとめて電電公社に支払った。また、地域団体加入電話に関する権利及びその組合員の持分は質権設定・差し押さえを行うことが出来なかった。

## 地域集団自動電話
地域集団自動電話は、地域団体加入電話と異なり加入者と公社との直接契約であった。設置の申し込みが一定数集まった段階で契約が実行され、工事開始後の追加契約は殆ど受け付けられなかった。1964年に農村集団自動電話（のうそんしゅうだんじどうでんわ、農集電話）としてサービスを開始し、1967年に農村集団自動電話とは別の集合自動電話（しゅうごうじどうでんわ）のサービスも開始し、1969年の公衆電気通信法の改正で両者が統合され、単独電話や共同電話とは別の位置づけの集団電話（しゅうだんでんわ）として法制化された。地域集団電話、地集電話とも呼ばれた。
施設設置負担金・月額基本料金が一般加入電話より安かった。
通常の単独電話とは仕様が異なり、電話機のフックボタンの色がピンク色であるのとローゼットが大型で灰色であった。また、電話機の下部に白いボタンのついた黒い箱が取り付けられたものもあった。

### 農村集団自動電話
農村集団自動電話は、農村集団電話・農集電話とも呼ばれる特別加入区域・電話加入区域外の農村部に設置されたものである。
5 - 10加入者で加入者線を共用するダイヤル自動・個別呼び出しの秘話式共同電話であった。
市内通話を月額基本料金に含み、市外通話は一般電話と同じ料金であった。また、市外通話については直接のダイヤルが出来ず、0-100番（もしくは単に100番）をダイヤルし電電公社の交換手に自分の電話番号と発信先の電話番号を告げて接続する必要があった（現在の100番は別業務の番号）。最初に0をダイヤルするのは農集電話専用の交換機から電話局の交換機につなぐための番号だからであり、PBXの0発信と同じである。

### 団地自動電話
団地自動電話は、ひとつの電話局の加入区域に属する集団住宅地で180名以上まとまって申し込むものである。移転・譲渡は団地内のみ可能であった。1964年にサービスが開始されたが、1969年の公衆電気通信法の改正で共同電話に統合された。
団地内に自動式電話交換機を設置する、秘話式2共同電話であった。団地内を含めて一般電話と同様の通話料金体系であった。